# Aanslagen in Londen op 21 juli 2005

Locaties van de aanslagen aangeduid op een kaart van de Londense metro.

De terroristische aanslagen in Londen van 21 juli 2005 deden zich voor in Londen exact twee weken na de terroristische aanslagen van 7 juli.
Ze vonden ongeveer gelijktijdig plaats; op 13:54 uur Nederlandse tijd.
Niet-bevestigde berichten meldden dat valse ontploffingen op drie locaties plaatsvonden. Er ontplofte onder andere een spijkerbom in een treinstel, en een deel van de Londense underground werd afgesloten.

## Gebeurtenissen
Na de explosies werden Warren Street, Oval en Shepherd's Bush, allemaal stations van de Londense Underground, geëvacueerd. De diensten op de Northern Line, Victoria Line en Hammersmith and City Line werden een ruime tijd stilgezet.
Bij het metrostation The Oval zou een man een rugzak in een wagon hebben achtergelaten, en de wagon zijn uitgerend.
Een bus van lijn 26, Waterloo-Hackney op Hackney Road, werd ook getroffen. Een bom ontplofte op die bus. Aanvankelijk werd aangenomen dat de ramen uit de bus geblazen werden, later werd duidelijk dat er vrijwel geen schade aan de bus was. De chauffeur van de bus meldde al vlak na de aanslag dat er geen gewonden waren gevallen.
De explosieven in Warren Street, die volgens een ooggetuige afgingen in een rugzak, verwondden slechts 1 persoon. Deze persoon was enkel lichtgewond. Er wordt gespeculeerd dat dit de dader van de aanslag zou zijn.

### Versperringen
De Londense politie sloot onmiddellijk de zones rond de getroffen stations voor het publiek. Dit werd gedaan om slachtoffers te voorkomen mocht er nog een explosie zijn of indien er chemische of biologische componenten in de explosieven verwerkt waren. Een tweede reden om deze zones af te grendelen is om getuigen of eventuele daders te kunnen vinden.

### Chemische aanslagen
Kort voor de explosieven ontploften roken de passagiers in de trein een rare geur en sommigen zagen een wit poeder liggen naast de rugzak voor die explodeerde, als gevolg hiervan werd gevreesd voor bommen met een chemische component.
Hierna is grondig onderzoek verricht in de metrostations en is een mogelijke verklaring dat men TATP had gebruikt als explosief. Deze stof heeft als kenmerken dat het wit is, zich in poedervorm kan bevinden en een scherpe, bijtende geur verspreid tijdens het sublimeren.

### Dagen na de aanslagen
De dag na de aanslagen schoten politieagenten in burger in Londen Jean Charles de Menezes, een onschuldige Braziliaan die uit een appartementenblok kwam dat in de gaten werd gehouden, met zeven kogels in het hoofd dood na hem eerst in een houdgreep genomen te hebben. Dit gebeurde rond 10 uur. Ook werd in Stockwell rond 18:10 uur een andere man gearresteerd.
Gewapende politie zette Harrow Road af. In een moskee in Whitechapel was er een bomalarm.
Op 29 juli had de politie 4 verdachten gearresteerd.

## Mislukt
De aanslagen zijn grotendeels mislukt.
Dit zou onder andere te verklaren zijn uit het gedrag van een verdachte.
Een ooggetuige verklaarde dat hij zou hebben gereageerd "alsof er iets was misgegaan”.
Verder maakten verschillende personen melding dat ze hoorden dat in de verdachte rugzak bij een ander metrostation “kort een geluid te horen was, alsof een champagnefles werd ontkurkt”. 
Dit maakt het waarschijnlijk dat alleen de ontstekingsmechanismen zijn afgegaan, zonder dat de bommen zelf ontploften.